# Max Brod
Max Brod (hebrejski: מקס ברוד; Prag, 27. svibnja 1884. – Tel Aviv, 20. prosinca 1968.) je bio češko-izraelski pisac, prevoditelj, skladatelj i novinar židovskog podrijetla. Iako je Brod i sam bio plodan autor, povijest ga danas pamti prvenstveno kao najboljeg prijatelja i biografa Franza Kafke. Kao osoba kojoj je Kafka postumno ostavio svoja djela, Brod ih je trebao uništiti, ali je to odbio učiniti te je time Kafku pretvorio u jednog od najpoznatijih svjetskih pisaca. 

## Život
Max Brod je rođen u Pragu, tada Austro-Ugarska, u židovskoj obitelji. U dobi od 4 godine dijagnosticirana mu je ozbiljna deformacija kralježnice zbog koje je godinu dana išao na korektivnu terapiju. Ipak, do kraja je života imao grbu na leđima. Osnovnu školu i gimnaziju završava u Pragu, tijekom kojih upoznaje svog doživotnog prijatelja, Felixa Weltscha da bi kasnije upisao pravo pri Karl-Ferdinands-Universitätu (gdje pohađa njemački odjel). Diplomirao je 1907. godine i radio u javnoj upravi. Od 1912. su ga smatrali cionistom, a kada je 1918. godine Čehoslovačka stekla neovisnost, kratko je bio predsjednik Židovskog nacionalnog vijeća, Jüdischer Nationalrata. Od 1924. godine, kada se već etablirao kao pisac, radi kao kritičar za novine Prager Tagblatt.  
Kada su 1939. godine nacisti okupirali Prag, Brod i njegova supruga Elsa Taussig bježe u Palestinu. Ubrzo su se smjestili u Tel Avivu, gdje je Brod radio kao dramaturg za Habimah, kasnije Izraelsko narodno kazalište, gotovo 30 godina. Supruga mu je preminula 1942., nakon čega je neko vrijeme malo pisao. Postao je jako blizak s Ottom i Esther Hoffe. S njima je redovito išao na odmor, a Esther mu je bila i dugogodišnja tajnica; čak se govorilo kako im veza ima romantičnu dimenziju. Dodatnu podršku pružao mu je i prijatelj iz djetinjstva, Felix Weltsch. Njihovo prijateljstvo trajalo je sve do Weltschove smrti 1964. godine, ukupno 75 godina. Max Brod je umro u Tel Avivu 20. prosinca 1968. godine.

## Djela

### Književnost
Za razliku od Kafke, Brod je već u početku bio jako plodan pisac te je, na koncu, izdao 83 djela. Njegov prvi roman, Schloß Nornepygge, izdan je 1908. godine kada je imao samo 24 godine te je u Berlinu bio slavljen kao jedan od vrhunaca ekspresionističke književnosti. Ovaj roman, ali i druga djela, učinila su Broda priznatim u književnosti njemačkog govornog područja. Djelo Anschauung und Begriff, koje je 1913. izdao u suradnji s Weltschom, donijelo mu je još veći uspjeh u Berlinu, ali i u Leipzigu, gdje je njegov izdavač, Kurt Wolff, radio. 
Brod je također nesebično promicao druge pisce i glazbenike. Njegov dugogodišnji štičenik bio je Franz Werfel, s kojim se razišao nakon što je ovaj prigrlio kršćanstvo. Često je znao pisati za i protiv Karla Krausa, još jednog preobraćenika na kršćanstvo. Njegovi kritički osvrti bit će ključni za popularnost Hašekova romana Doživljaji dobrog vojnika Švejka u svjetskom ratu, kao i za difuziju opera Leoša Janáčeka.

### Glazba
Brodov doprinos klasičnoj glazbi jako je slabo poznat, čak i u usporedbi s njegovim književnim opusom. Brod je skladao nekoliko pjesama, djela za klavir i scensku glazbu za svoje drame. Također je preveo nekoliko djela Bedřicha Smetane i Leoša Janáčeka na njemački te napisao prvu knjigu o Janáčeku (izdanu na češkom 1924. godine). Godine 1961., napisao je i studiju o Gustavu Mahleru pod naslovom  Beispiel einer deutsch-jüdischen Symbiose. 

### Max Brod i Franz Kafka
Brod i Kafka su se prvi puta upoznali 23. listopada 1902. godine tijekom studija. Brod je držao predavanje o Arthuru Schopenhaueru na kojem je bio i Franz Kafka, koji je bio na višoj godini od Broda. Nakon predavanja, Kafka mu je prišao i otpratio ga kući, nakon čega je započelo njihovo prijateljstvo. Viđali su se gotovo svaki dan, a Kafka je nerijetko bio gost u domu Brodovih roditelja. Tamo je upoznao i Felice Bauer, Brodovu rođakinju, koja mu je jedno vrijeme bila ljubavnica. 
Nakon diplome, Brod je jedno vrijeme radio kao poštanski službenik, što mu je davalo dovoljno vremena da se posveti pisanju i kritici. Upravo je to bio jedan od razloga zašto je Kafka prihvatio posao u osiguravajućoj kompaniji. U tom razdoblju, Brod, Kafka i Felix Weltsch su činili tzv. "Uski praški sud". 
Tijekom Kafkina života, Brod ga je neprekidno pokušavao uvjeriti u njegov književni talent, što mu je djelomično i uspjelo. S obzirom na to da je Kafki kronično nedostajalo samopouzdanja, Brod se može smatrati glavnim odgovornim za tiskanje Kafkinih prvih djela, ali i za činjenicu da je Kafka vodio dnevnik. Brod je također pokušao organizirati zajednički literarni pothvat, ali taj je projekt propao, primarno zbog sudara osobnih i književnih nazora. Ipak, uspjeli su, u časopisu Herderblätter, izdati prvo poglavlje pokušanog putopisa u svibnju 1912., za koje je Kafka napisao uvod. Iako je Brod kasnije pokušao oživiti projekt, u tome je bio neuspješan. Ipak, Kafka i on su ostali najbolji prijatelji i nakon Brodova vjenčanja s Elsom Taussig 1913. godine. Njihovo je prijateljstvo trajalo sve do Kafkine smrti, a poznati pisac je svoju prvu tiskanu zbirku, Razmatranje, posvetio upravo Brodu.
Brodova poveznica s Kafkom nastavila je postojati i nakon Kafkine smrti. Naime, Kafka je sva svoja neizdana i nedovršena djela ostavio upravo Brodu, kojemu je naredio da ih uništi ne čitajući ih. Ipak, uvjeren u prijateljev talent, Brod je u razdoblju od tri godine 1925. – 1927. izdao tri Kafkina romana, Proces, Dvorac i Amerika, kao i neka druga djela, čime je od anonimnog Pražanina napravio jednog od najvećih pisaca u povijesti književnosti. Djela su izazvala veliku pažnju diljem svijeta i utjecala na mnoge kasnije pisce, među kojima su bili i Albert Camus i Jean-Paul Sartre.

## Izdana djela
- Schloß Nornepygge (Dvorac Nornepygge, 1908)
- Weiberwirtschaft (Ženski rad, 1913)
- Über die Schönheit häßlicher Bilder (O ljepoti ružnih slika, 1913)
- Die Höhe des Gefühls (Visina osjećaja, 1913)
- Anschauung und Begriff: Grundzüge eines Systems der Begriffsbildung, 1913 (koautor Felix Weltsch)
- Tycho Brahes Weg zu Gott (Braheov put prema Bogu 1915)
- Heidentum, Christentum, Judentum: Ein Bekenntnisbuch (Paganizam, kršćanstvo, judaizam: Vodič, 1921)
- Sternenhimmel: Musik- und Theatererlebnisse (1923, reizdanje kao Prager Sternenhimmel)
- Reubeni, Fürst der Juden (Reubeni, židovski princ, 1925)
- Zauberreich der Liebe (Začarano carstvo ljubavi, 1930)
- Biografie von Heinrich Heine (Biografija Heinricha Heinea, 1934)
- Die Frau, die nicht enttäuscht (Žena koja ne razočarava, 1934)
- Novellen aus Böhmen (Novele iz Bohemije, 1936)
- Rassentheorie und Judentum (Rasna teorija i židovstvo, 1936)
- Annerl (1937)
- Franz Kafka, eine Biographie (Franz Kafka - biografija, 1937)
- Franz Kafkas Glauben und Lehre (Misao i učenje Franza Kafke, 1948)
- Die Musik Israels (Izraelska glazba, Tel Aviv, 1951)
- Beinahe ein Vorzugsschüler, oder pièce touchée: Roman eines unauffälligen Menschen (Umalo nadaren učenik, 1952)
- Die Frau, nach der man sich sehnt (Žena za kojom se čezne, 1953)
- Rebellische Herzen (Buntovna srca, 1957)
- Verzweiflung und Erlösung im Werke Franz Kafkas (Očajanje i pokajane u djelima Franza Kafke, 1959)
- Beispiel einer deutsch-jüdischen Symbiose (Primjer njemačko-židovske simbioze, 1961)
- Die verkaufte Braut, prijevod češkog libreta opere Prodana nevjesta (autor Bedřich Smetana) i brojni drugi prijevodi libreta
- Über Franz Kafka (O Franzu Kafki, Frankfurt am Main, 1974)